# Malo Palančište
Malo Palančište (szerbül: Мало Паланчиште), falu Bosznia-Hercegovinában, Bosanska krajina területén, Prijedor községben, a Szerb Köztársaságban. 

## Fekvése
Bosznia-Hercegovina északnyugati részén, a Potkozarje területén, Banja Lukától légvonalban 43, közúton 53 km-re északnyugatra, községközpontjától légvonalban 6, közúton 8 km-re északkeletre, 180 – 550 méteres tengerszint feletti magasságban, a Kozara-hegység délnyugati részén, a Trmošnjak-patak völgye mentén fekszik. Több, kis település tartozik hozzá.

## Népessége
| Nemzetiségi csoport | Népesség 1991 | Népesség 2013 |
| ------------------- | ------------- | ------------- |
| Szerb               | 144           | 103           |
| Bosnyák             | 0             | 0             |
| Horvát              | 0             | 0             |
| Jugoszláv           | 4             | 0             |
| Egyéb               | 0             | 0             |
| Összesen            | 148           | 103           |

## Története
A Mlin Sedraš lelőhelyen talált őskori kőszekerce tanúsága szerint itt már az őskorban éltek emberek. A település 1878-ig tartozott az Oszmán Birodalomhoz, ekkor a berlini kongresszus határozata alapján az Osztrák-Magyar Monarchia része lett. Az évszázados oszmán uralom 1878. szeptember 6-án ért véget, amikor osztrák-magyar csapatok vonultak be Kozaracra és a szomszédos Prijedorra. 1879-ben az első osztrák-magyar népszámlálás során a Prijedori járáshoz és Prijedor községhez tartozó Malo és Veliko Palančište településnek együtt 65 háztartása és 509 ortodox szerb lakosa volt. 1910-ben a Prijedori járáshoz tartozó településen 41 háztartást, 281 ortodox szerb és 1 római katolikus lakost találtak.
A monarchia szétesésével 1918-ban előbb a Szerb-Horvát-Szlovén Királyság, majd 1929-től a Jugoszláv Királyság része. 1921-ben 39 háztartása és 253 lakosa volt. Jugoszlávia megszállása után a falu a Független Horvát Állam (NDH) része lett. A falu Prijedor - Kozarska Dubica út melletti elhelyezkedése és a város feletti ellenőrzés fenntartása érdekében 1941 nyarán, nem sokkal a megszállás után a horvát usztasák őrséget állítottak fel a palančinštei helyi közösségi házban. A faluban 20-30 embert letartóztattak és túszként tartották őket fogva. Nemcsak férfiakat, hanem nőket és gyerekeket is ejtettek túszul. Számuk a korabeli beszámolók szerint 20 és 30 között változott. Életüket féltve a környékbeli szerbek támadást inítottak és kiszabadították a túszokat. Többen azonban az usztasáktól tartva nem hagyták el az épületet, de másnap, amikor az usztasa egység Prijedorból megérkezett, megölték őket. A felkelésre válaszul az usztasák megfélemlítés céljából szörnyű gyilkosságok, lemészárlások és lövöldözések sorozatába kezdtek Prijedorban és környékén. Ezek a gyilkosságok három napig tartottak, és a szakirodalom a szerbek ilindai mészárlásaként ismeri őket, mert augusztus elején Szent Illés ünnepe körül hajtották végre őket.
1942. október 22-e és 23-a közötti éjszakán a nyolcadik usztasa zászlóalj második usztasa századának tagjaiból álló usztasa csoport Batinić usztasa hadnagy vezetésével lemészárolta Veliki Palančište lakosságát. Az usztasák 342 lakost, köztük 226 17 év alatti gyereket öltek meg lőfegyver nélkül, késekkel, baltákkal, kalapáccsal és akasztással. Azon az éjszakán Malo Palančište és Jelovac falvak mintegy 200 lakosát gyilkolták meg hasonló módon. Ez volt az egyik legszörnyűbb bűn, amelyet az usztasák követtek el Potkozarje ezen részén. A második világháborúban Veliki Palančistén az 1941-es népszámlálás adatai szerint összesen 1080 lakosból 536 szerb nemzetiségű lakos halt meg. 1945-től a település a szocialista Jugoszlávia része. A boszniai háború idején a település a Boszniai Szerb Köztársaság része volt. A daytoni békeszerződést követő területfelosztásnál a település Prijedor község részeként a Szerb Köztársaság területéhez került.

## Nevezetességei
A Boldogságos Szűz Mária Mennybemenetele tiszteletére szentelt pravoszláv temploma.